# Xenocalamus mechowii
Xenocalamus mechowii är en ormart som beskrevs av den tyske naturhistorikern och zoologen Peters 1881. Xenocalamus mechowi ingår i släktet Xenocalamus och familjen Atractaspididae.

## Utbredning och habitat
Arten förekommer i norra Namibia, norra Angola, Botswana, Kongo-Brazzaville, Zambia och sydvästra Zimbabwe.
Den trivs bäst i sandig mark på torr savann. Arten lever framför allt av fjällbärande kräldjur av familjen Amphisbaenidae.

## Beskrivning
X. mechowii har ett spetsigt huvud, påfallande små ögon, randigt gulsvart rygg och vit buk. Ormen blir vanligen 50 cm lång, men kan nå en maximal längd av 85 cm.
Ormen är giftig, men inte farlig för människan.
Den lägger vanligtvis 4 ägg på sommaren.

## Underarter
Arten delas in i följande underarter:
- X. m. inornatus
- X. m. mechowi

## Etymologi
Artnamnet mechowii anspelar på Friedrich Wilhelm Alexander von Mechow, den tyske utforskaren av Afrika.